# Déli hosszúszárnyú gömbölyűfejű-delfin
A déli hosszúszárnyú gömbölyűfejű-delfin (Globicephala melas melas) az emlősök (Mammalia) osztályának párosujjú patások (Artiodactyla) rendjébe, ezen belül a delfinfélék (Delphinidae) családjába tartozó hosszúszárnyú gömbölyűfejű-delfin (Globicephala melas) egyik alfaja.

## Előfordulása
A déli hosszúszárnyú gömbölyűfejű-delfin alfaj nagyobb számban fordul elő, mint az északi hosszúszárnyú gömbölyűfejű-delfin (Globicephala melas edwardii). Az óceánok déli részein az állomány körülbelül 200 000 állatból áll. A déli alfajt meg lehet figyelni Chile, Argentína, Dél-afrikai Köztársaság, Ausztrália és Új-Zéland partjainál.